# رنا عبد الرحيم قليلات
رنا عبد الرحيم قليلات(ولدت في 23 يناير / كانون الثاني عام 1967)، هي سيدة أعمال لبنانية.

## حياتها

### الحياة الخاصة
نَشَأت في حَي رأس الخيمة في قَلب بيروت. وكانَ والِدُها عَبد الرَّحيم قليلات، ضابِطاً في شرطة الأمن الداخلي اللُّبنانِيّة، ووالدَتُها مَسرَّة ساناديقي، مدرّسة الأدب العربي في مَدرَسة حُكومِيَّة مَحَلِيَّة. وفي عام 1970، وُلِدَ اخوَتُها التَّوأم باسِل وطه.
أنهَت تَعليمَها الثانَوي في مَدرسَة دينيَّة مَسيحية تُدعى راهِبات المَحَبّة أو مَدرَسة القلب المُقَدَّسَة في مُقاطَعة كليمنصو. وحَصَلَت عَلى درجة البكالوريوس في تَخَصص العلوم وأكمَلَت دِراسَتها الجامِعيّة في القِطاع المَصرَفي والمالي في بيروت.
طُوالَ حياتِها المِهنية، طَورت شَبكة كبيرة نسبياً، وسُرعان ما أصبَحَت مِن الأُسَر الرائِدة التي توصَف بأنَّها «ثرية جديدة» في لبنان، كما وطَوَّرَت شَبكة من المَصالِح والعَلاقات التِّجارية مَحلِياً وإقليمياً ودولياً.

### الحياة المهنية
أصبَحَت رَنا كاتِبة قَبل أن تُصبح كادِراً في بَنك المَدينة. الذي انضَمَّت إليهِ في عام 1985 وأصبَحت الأمين لإبراهيم أبو عياش المُدير العام للبنك مَع شقيقه عَدنان أبو عياش.
بَعد سَنوات قَليلة، تَم تَرقية رَنا وأصبحت مِن أكبَر المسؤولين في البنك، وكانَت مَسؤوليَتُها المُحَدَّدة هي الإتصال بالبنك المركزي اللبناني. ومع ذلك، فإن سُلطَتُها التَنفيذية داخل البنك كانت أوسع من ذلك بكثير. ووفقاً لِما جاءَ في مقال عُمر نشابي في صَحيفة «الرضا»، ان إعطاء هذه السلطة، تكفي للسَّيطرة على أنشِطَة البنك بأكمله دون إشراف.

## الإتهامات

### انهيار بنك المدينة
اتُّهِمَت رَنا بِتَرأسها قَضِية غُش مالِيَّة وأكبر فضيحة مَصرِفية لبنانية في التاريخ، والتي تنطوي على هَدر أكثر مِن 1.2 مِليار دولار.
في تشرين الثاني/نوفمبر 1999، كانَ مِنَ المُفتَرَض أنَّ رَنا نَفَّذت سِلسِلة مِن التَزويرات التي تَهدِف إلى تَحويل الأموال إلى حِسابات وهمية لِتُسيطِرَ عَليها هِيَ وشُرَكاؤُها في المصرف. وخِلال الفَترة مِن كانون الأول/ديسمبر 2002 إلى شباط/فبراير 2003 (حتى 14 شباط/فبراير 2003، الذي يُمَثِّل تاريخ الإفلاس)، كانَت سَتُقَدِّم أكثَر مِن 400 شيك صادِر عَنها وأسماء شُركائِها من حسابِها بِمبلغ إجمالي قدره حوالي $150,000,000. ما أدّى إلى أزمَة سُيولَة وتَسَبَّب في انهِيار البَنك.
وكَما يَبدو أنَّ إفلاسَ البَنك كانَ فصلاً مِن مؤامرة رنا التي دَبَّرَتها لأجل القَضاء عَلى جميع المُؤَشرات والأدلة المُتَعَلِّقَة بِجرائِم السَّرقة وغسل الأموال. بَعدَها تَمَّ تَهديد الدُّكتور عَدنان أبو عياش بِجميع مَوارِدِه المُتَبَقِّية لإخراج البنك مِن أزمَتِه وتَجنب انهياره التام. فكان ذلك هو الخيار الوحيد لِضَمان سَداد أموال المودِعين.
في آذار/مارس 2003، دفعت رنا شخصياً مبلغ $470,000,000 إلى البنك المركزي اللبناني، وباعت جُزءاً كَبيراً مِن أصول أراضيها (الأراضي والمباني وما إلى ذلك) إلى المصرف المركزي لتجنب انهيار البنك. لكن لسوء الحظ لم يكن ذلك كافياً لِوَقف انهيار البنك.
واتَّهمت السُّلطات اللبنانية رَنا وتِسعة أشخاص آخرين بإحدى الفَضائِح المَصرِفية الكُبرى في تاريخ لبنان.
كما قامَ الدُّكتور عَدنان بِرفع دَعوى إلى محكمة مانهاتن الإتحادية، تتضمن أنَّ رنا كانَت تَغسِل أموالاً لصدام حسين وساعَدَت في تَمويل تَنظيم«الشهيد»، وهو تَنظيم لحزب الله بمبلغ $3,500,000.

### الإعتقال الأول
تَمَّ اعتقال رَنا في نهاية عام 2003، ثُمَّ تَمَّ الإفراج عَنها بِكفالة في نهاية كانون الأول/ديسمبر 2004، والتي تصدرت الصفحة الأولى من صحف بيروت. وفي عام 2005 فرّت مِن لبنان بعد وقت قصير من إطلاق سراحها.

### اغتيالرفيق الحريري
اتُّهِمَت رَنا قليلات باستخدام الأموال المَسروقَة خِلال تَفجير بَنك المدينة لِتمويل اغتيال رفيق الحريري. وقَدَّمت المَجَلة الدَّولية «فورتشن» أطروحة تُفيد بِأن رَئيس الوزراء السابق الحَريري اغتيل بِسبب رَغبَتِه في فَتح مَلف مَصرف المَدينة عِند عَودَتِه إلى السُّلطة. وتَدَّعي المَجَلة أنَ لديها وثائِق مَصرِفيَّة تُؤكد أُطروحتها.
وفي وَقت لاحِق، ادَّعَت أنَّها ضَحِية للإضطهاد السياسي وأنَّ خَوفَها الأكبر هُوَ أن تُقتَل، وهذا هُوَ السَّبب في فِرارِها مِن لبنان.
ويَعتَقِد الكثير مِن اللبنانيين أنَّ سوريا وحُلَفائِها في لبنان لَعِبوا دَوراً في تَفجير شاحِنة في شباط/فبراير 2005، مِما أدى إلى مَقتَل رَئيس الوزراء اللُّبناني السابِق رفيق الحريري، الذي حاوَلَ الحَد مِن نُفوذ سوريا، فضلاً عَن 20 شخصاً آخرين. ولَم يَتَوَجَّه فَريق الأمم المتحدة حَتى الآن إلى اتِّهام سوريا بوفاة الحريري لكنَّه قالَ بأن تَدَخله في لبنان ساهَمَ في اغتيال رفيق الحريري.

### الإعتقال الثاني
ألقي القبض على رَنا لِلمرة الثانِية في 12 آذار/مارس 2006 في ساو باولو عن عمر 39 عام، بتهمة أنها عَرَضَت رَشوة ب94,000$ للشرطة البرازيلية، ويَدَّعي مُحاميها أنه كانَ سوء فِهم بسبب اللُّغة البرتغالية التي كانت تُتقِنُها رَنا.
وَعِندما أُلقيَ القَبض عَليها كانَت تَحمِل جواز سفر بريطاني. وأشارَت الشُّرطة إلى أنَّها زَارت البرازيل ثلاث مرات في السنة الماضية. ولم تتمكن السفارة البريطانية في بيروت من التحقق من جواز سفرها. وأكدت محامية رَنا أن الوثيقَة كانَت أصلِيّة، وحَصلَت عَليها رَنا لأن لها جِنسية مُزدَوَجة لبنانية وانجليزية.
استُجوِبَت رَنا لِمدة خَمس ساعات تَقريباً في مَقر الشرطة الإتحادية في ساو باولو. وأمكَنَ تسليمُها إلى لبنان.
وفي الوقت نَفسِه، كانَ قاضي ساو باولو قد رفض طلبات الإفراج بِكَفالة، التي قَدَّمها المُدافِعون عَن رَنا كَجُزء مِن تُهمة الفَساد التي تَهم شرطة ساو باولو.
وكان البنك المركزي الذي يُكافِح مِن أجل حِماية أموال المودِعين قَد قَبِل بِتَأجيل الإستجواب بَعد أن وافَقَت رَنا عَلى دَفع مَبلغ $5,000,000 كل 15 يوماً لتغطية جُزء مِن دُيون البنك.
ثم تمَّ العُثور عَلى رَنا تَنزِف في زِنزانَتِها بسبب شق في مِعصمها الأيسر، والتي استخدمت شفرة مِبراة قَلم الكحل، ولكن الشُّرطة البَرازيلِيَّة لَم تَأخذه عَلى مَحمل الجد. وتَمَّ نَقلها إلى زِنزانة أكثر أمناً في مَركز شُرطة آخر بَعد أن تَلَقَّت غُرزتين في المستشفى.

## الأخبار
رَنا الآن مَوجودة في زنزانة سِجن في البرازيل، إلى أن تقدم لبنان طلباً رسمياً بالتسليم.
ولا يوجد للبنان معاهدة لتسليم المجرمين مع البرازيل، حيث يسعى النائب العام اللبناني سعيد ميرزا إلى إيجاد أساس قانوني لِطَلَب التَّسليم.